# Daniel Panizzolo
Daniel Panizzolo (25 maart 1986) is een Zwitserse voetballer die uitkomt voor FC Locarno. 
| seizoen | club       | land        | competitie         | wed. | goals |
| ------- | ---------- | ----------- | ------------------ | ---- | ----- |
| 2005/06 | AC Prato   | Italië      | Serie C2           | 9    | 0     |
| 2006/07 | AC Prato   | Italië      | Serie C2           | 7    | 0     |
| 2007/08 | AC Prato   | Italië      | Serie C2           | 25   | 1     |
| 2008/09 | AC Prato   | Italië      | Serie C2           | 28   | 3     |
| 2009/10 | AC Prato   | Italië      | Serie C2           | 28   | 0     |
| 2010/11 | KAS Eupen  | België      | Jupiler Pro League | 20   | 1     |
| 2010/11 | KAS Eupen  | België      | Play-Off III       | 8    | 0     |
| 2011/12 | FC Locarno | Zwitserland | Challenge League   | 1    | 0     |
|         |            |             | Totaal             | 126  | 5     |